# استقلال (شهر نو)
استقلال (سلبور) جماعت و شهرکی در کشور تاجیکستان است که در ناحیهٔ شهر نو ناحیه‌های تابع جمهوری قرار دارد. جمعیت این جماعت ۱۱۱۶۹ است.